# 悪石島

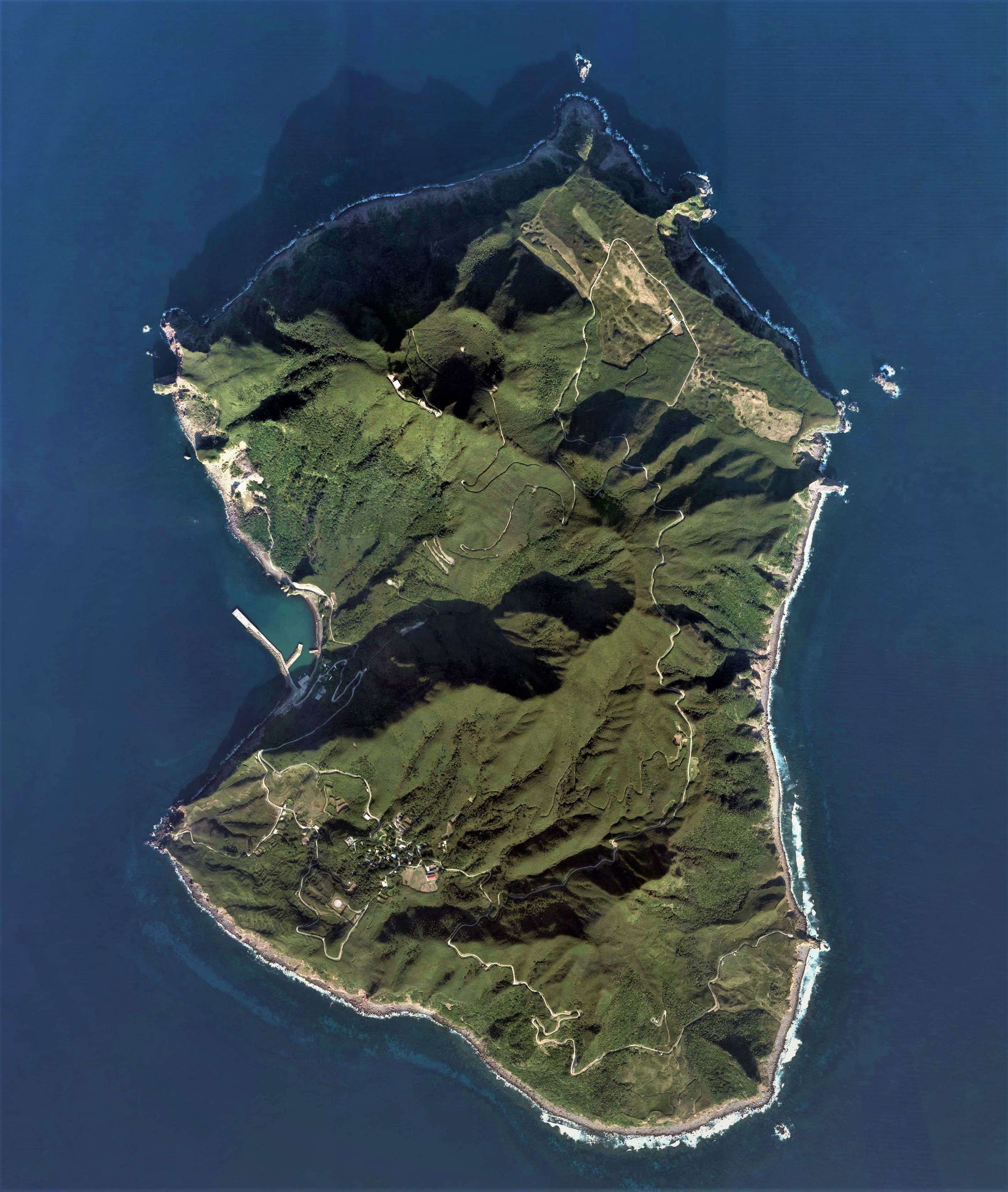
悪石島の空中写真。2009年撮影の3枚を合成作成。
。

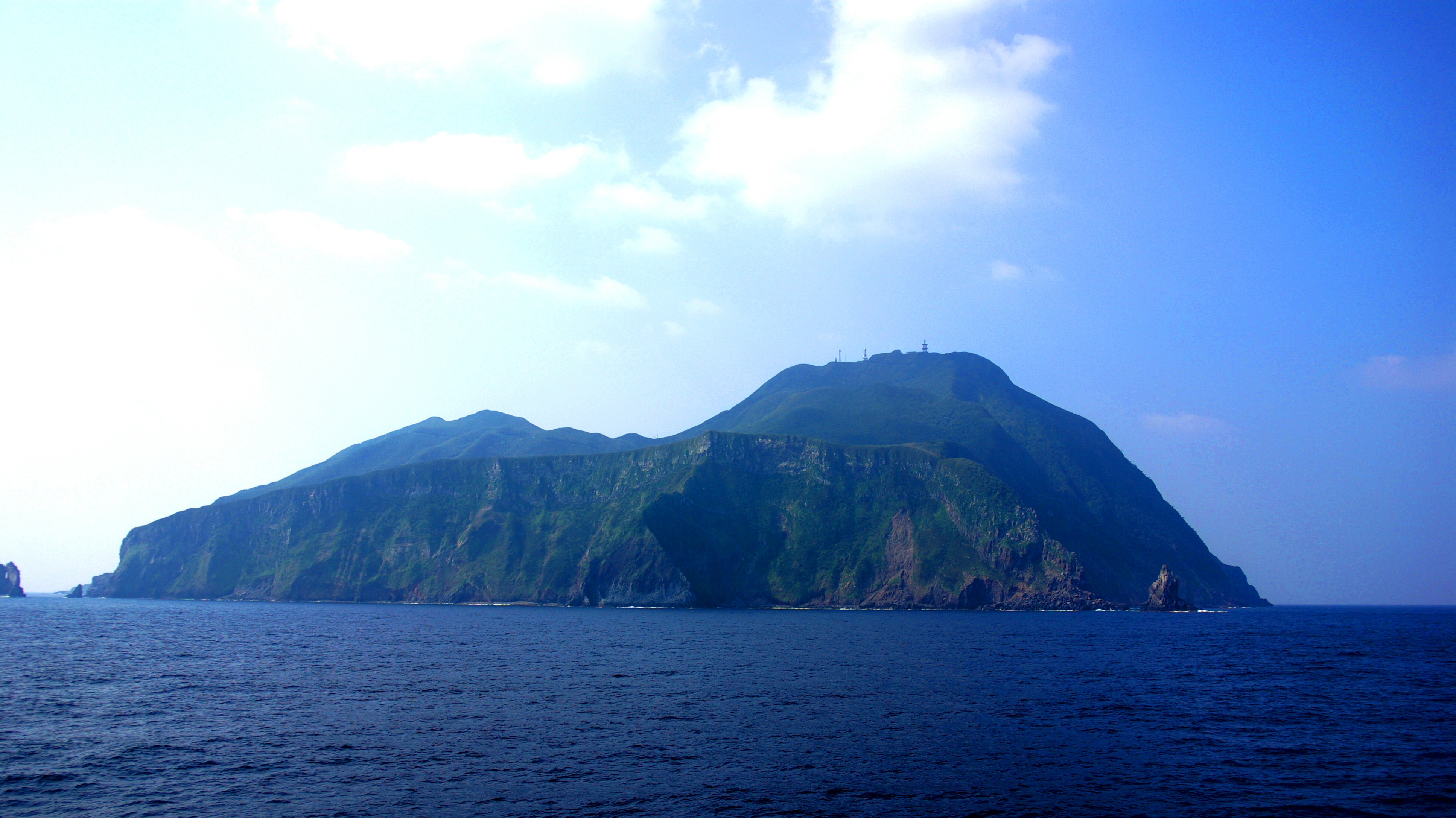
フェリーとしまより撮影。

悪石島（あくせきじま）は、トカラ列島に浮かぶ島である。郵便番号は891-5204。人口は89人、世帯数は43世帯（2025年5月1日現在）。
また、地名（行政区画）としての悪石島という呼称は鹿児島県鹿児島郡十島村の大字となっており、悪石島の全域がこれに該当する。
島内の最高点は御嶽（標高584m）である。ガジュマル、アコウ、ビロウなど亜熱帯性植物に覆われた島である。主要産業は畜産、農業、漁業である。島内には多くの神社や祠が祀られている。

## データ
- 人口 - 89人（男性47人、女性42人）（2025年5月1日現在）[1]
- 面積 - 7.49km2
- 周囲 - 12.64km
- 緯度・経度 - 東経129度36分・北緯29度27分

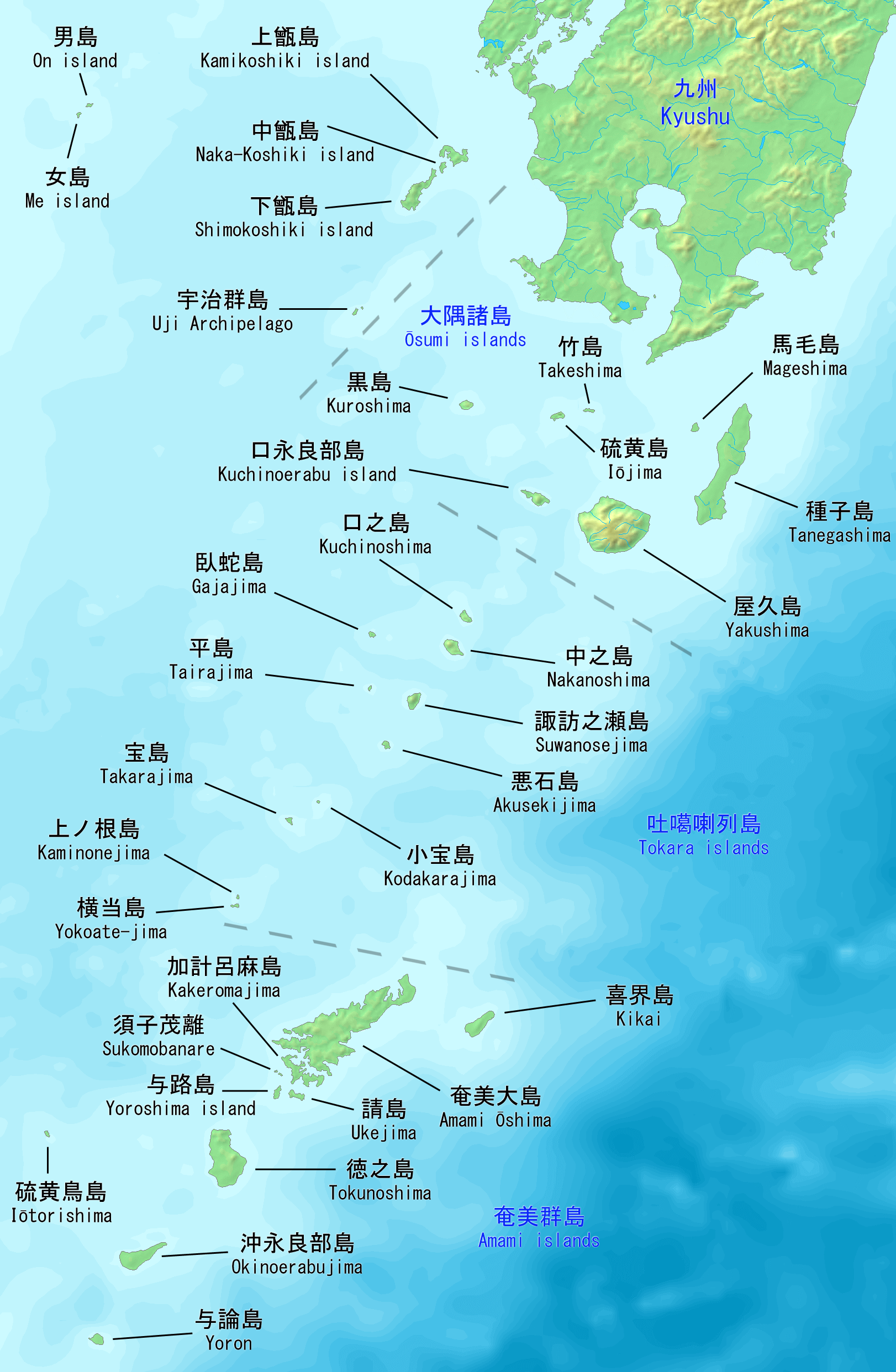
トカラ列島（薩南諸島、中部）

- 気候 - 亜熱帯

## 地名の由来
「島のあちこちに石があり、崖から落ちてきそうだから」や、「平家の落人が、追手が来たがらないような名を付けた」など諸説がある。

## 島へのアクセス
鹿児島本港南埠頭から十島村営フェリー「フェリーとしま2」で11時間。「やすら浜港」に寄港する。運航は週2便のみ。

## 風土・文化・歴史

### 渡瀬線
悪石島とその南西の小宝島の間には渡瀬線またはトカラ構造海峡とよばれる、生物の分布境界がある。悪石島は本州・四国・九州の動物相の南限となっている。

### ボゼ
稲垣尚友が著した『十島村誌』によれば、ボゼはヒチゲーと呼ばれる冬の節替りの夜に登場する仮面を被った神で、トカラの各島に現れたとされており、その名残が悪石島にのみ残ったとされる。現在は悪石島の伝統行事として旧暦7月16日のお盆最終日翌日に登場する。また、島の盆踊りは鹿児島県指定の無形民俗文化財。

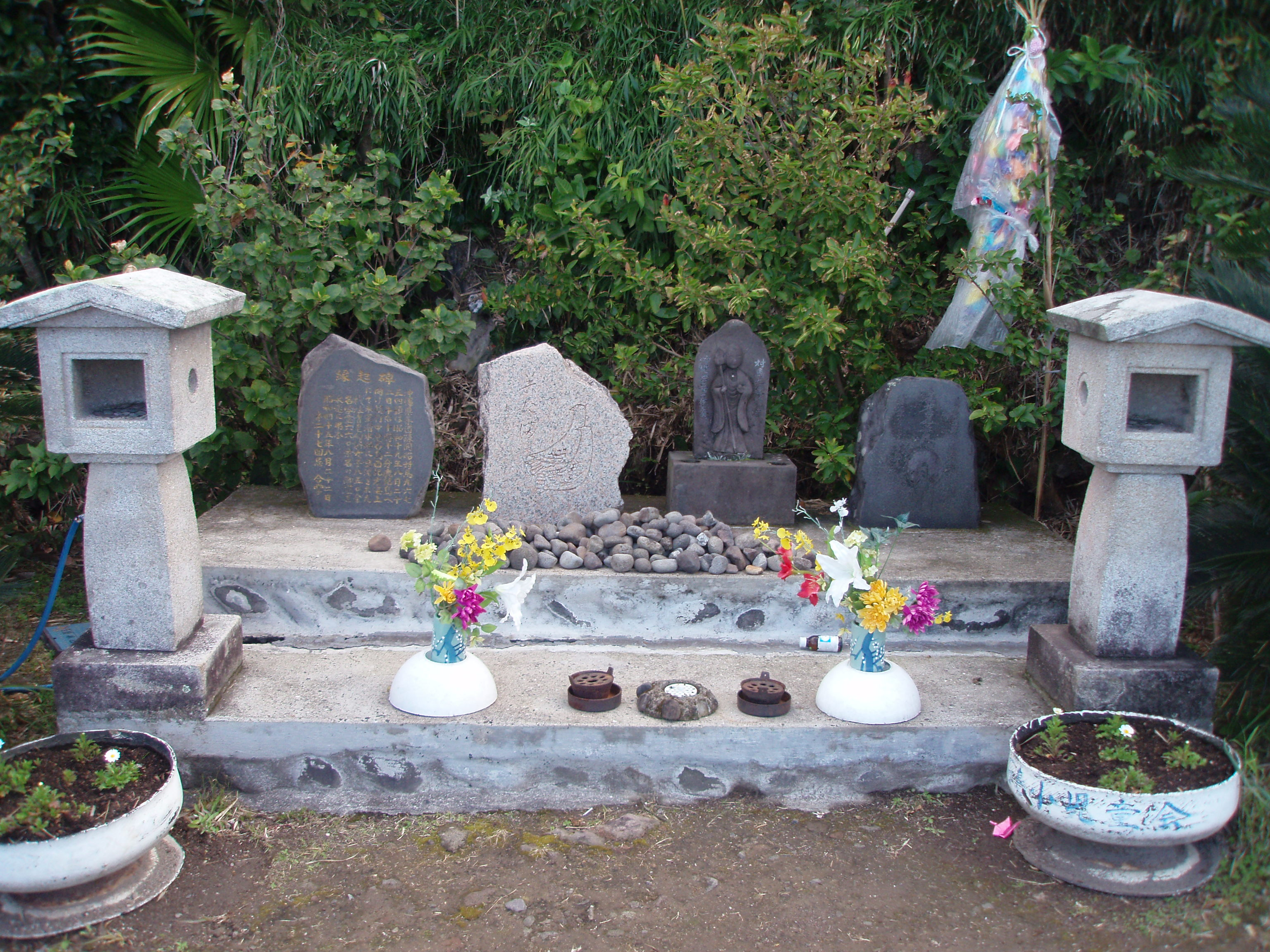
対馬丸慰霊碑

### 対馬丸慰霊碑
第二次世界大戦末期の1944年8月22日夜、学童疎開の児童等を乗せ長崎へ向かっていた貨物船「対馬丸」が島の北西沖10kmでアメリカ潜水艦「ボーフィン」の雷撃によって撃沈され、乗員乗客1,788名中1,418名もの犠牲者を出した。沖縄からの疎開船で最大の犠牲者を出した事件で、1970年の27回忌に慰霊碑が建立された。

## 施設
主な施設。
- 悪石島漁港
- 悪石島灯台
- 悪石島ヘリポート
- 悪石島地区コミュニティセンター（悪石島出張所併設）
- 十島村立悪石島学園
- 十島村立悪石島へき地診療所[9]
- 悪石島簡易郵便局[10]

## 温泉

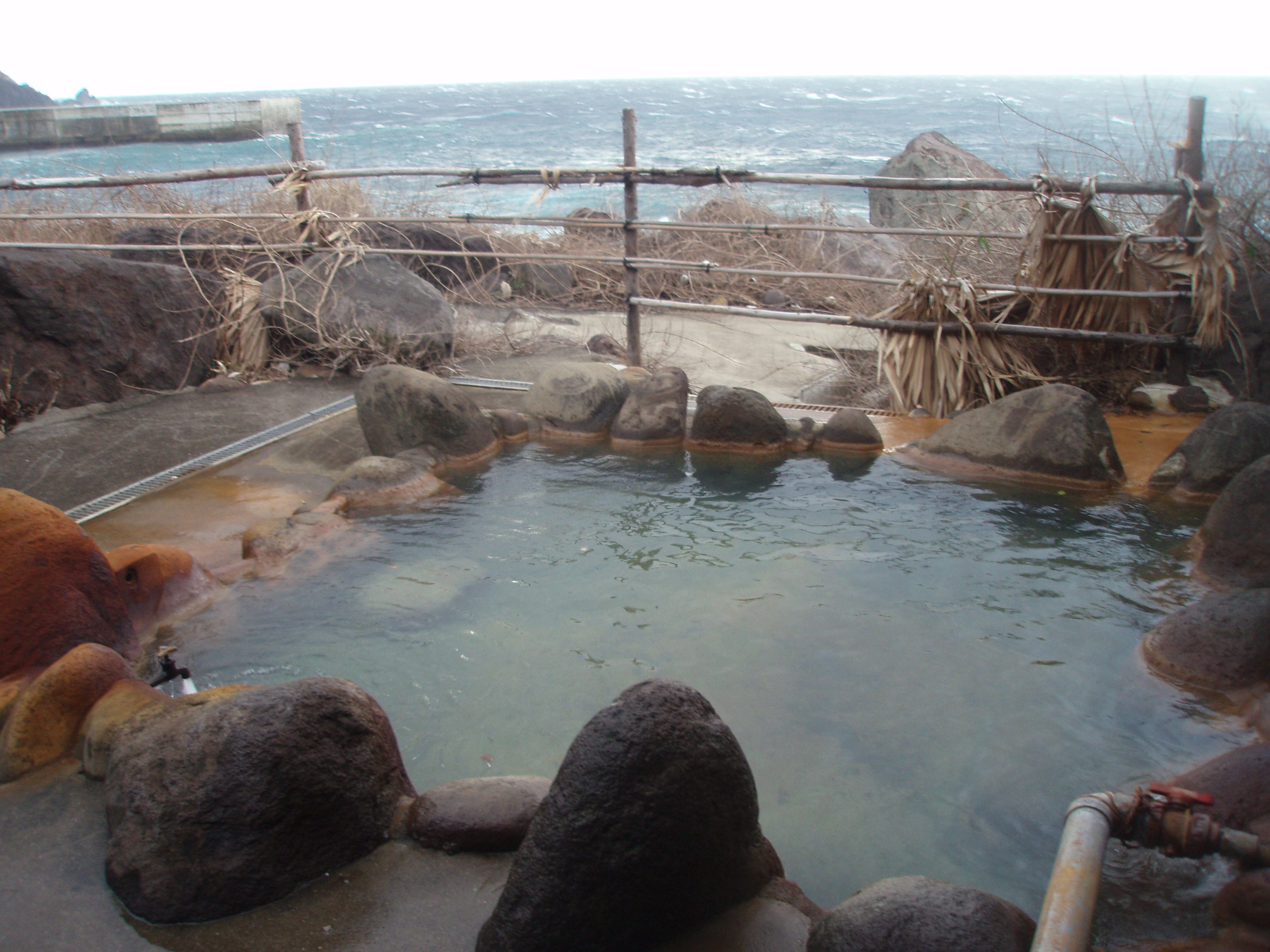
湯泊温泉露天風呂

湯泊温泉泉質:炭化水素-塩化物泉
キャンプ場に併設され湯泊温泉公園として整備されている。港から約1.5km北側に湯泊温泉がある。島民は無料、外来者は200円。内湯と露天風呂があるが、冬季は露天風呂に湯を入れない。
海中温泉
港と湯泊温泉の中間の海岸にある、岩場から湧き出す温泉（野湯）。台風などで湯船が岩で埋まることもある。
砂蒸し温泉
湯泊温泉の先、キャンプ場に隣接した位置に存在する。地熱を利用した天然砂蒸し風呂で、小屋の中でゴザを敷いて横になる。

## 出来事

### 台風接近による被害
1976年（昭和51年）9月12日 - 台風17号による暴風雨のため民家32戸のうち6戸が全壊、20戸が半壊。

### 熱気球の漂着
2004年に神田道夫と石川直樹が乗っていた熱気球で太平洋横断に挑戦するも機材不調により横断を断念し太平洋上に着水、その後放棄された気球のゴンドラ部分が2008年夏に漂着した。神田は2008年1月に再び太平洋横断に挑戦したが、今度は消息不明となっている。

### 2009年7月22日の日食
悪石島を含むトカラ列島では、1958年4月19日（金環日食）、2009年7月22日（皆既日食）、2012年5月21日（金環日食）と半世紀強の間に3度も皆既日食および金環日食が起こるという、世界でも珍しい立地条件に位置していた。
その中でも2009年7月22日の日食では悪石島が皆既帯の中心線付近に位置しており、皆既日食が6分25秒も継続することから、大勢の観光客が押し寄せることが予想された。島にある5軒の民宿には合わせても66名の収容能力しかなく、十島村ではこの期間の観光を外部の旅行会社である近畿日本ツーリストに委託し、それ以外の観光客の入島を禁止した。近畿日本ツーリストでは宿泊場所として学校の体育館やテントを利用し、ツアー料金を34万円以上に設定した。島の簡易水道の水源にある貯水タンクも50トンから80トンに増設された。当日は島の人口の4倍以上に当たる約400人が島に滞在していた。
日食の当日、トカラ列島は天候不順の場所が多く、悪石島では朝から大雨が降り、雷鳴も響き渡り竜巻の恐れもあったため小中学校の校庭で日食の観測をしていた観光客らに対して旅行会社によって屋内への避難も呼びかけられた。
島民及び来訪者394名が皆既日食を待ちわびたが、悪天候のために皆既日食そのものを直接的に目撃することはできなかった。しかし、皆既日食によって辺りは暗闇に包まれ、皆既日食を間接的に体感することはできた。

### 郵便局の設置
2017年7月1日に簡易郵便局「悪石島簡易郵便局」が設置された。